# Charles Haubiel
Charles Trowbridge Haubiel (né à Delta en 1892 - mort à Los Angeles en 1978) est un compositeur américain. Il a étudié à New York, et passa huit ans à enseigner le piano à l'Institute of Musical Art dans cette ville avant d'aller à l'université de New York. Sa musique a été décrite comme une combinaison de Johannes Brahms et Claude Debussy. Il a composé trois opéras, en plus de beaucoup de musique orchestrale et de chambre. Sa série de variations pour orchestre, Karma, gagna un prix à la compétition internationale Columbia-Graphophone de 1928.